# Cremastus interruptus
Cremastus interruptus là một loài tò vò trong họ Ichneumonidae.